# 盲因子
盲因子（Blinding factor，縮寫 BF），是一種用於電子錢幣的造幣技術。顧客利用DigiCash Client亂數產生一個大約100-bit長的貨幣編號ID，BID = ID * BF，此時的BF也是亂數產生。盲因子的功能即是讓此電子錢幣的序號加盲，讓電子錢幣身份識別序號和金額利用顧客的私鑰送給銀行。銀行使用顧客在網路上的公開金鑰解開資料封包，確認身份識別和帳號餘額無誤後，增加顧客的e-cash liability金額。接著在傳送給顧客銀行的私鑰，顧客再以銀行在網路上發行的公開金鑰解開資料封包，顧客取得電子錢幣簽章後，以還原的方式去除盲因子，即可取得經網路銀行簽章過後的原始電子錢幣序號。